# Општина Шолдану (Калараш)
Шолдану (рум. Şoldanu) општина је у Румунији у округу Калараш.
Oпштина се налази на надморској висини од 35 m.